# José Manuel Novoa Sanhueza
José Manuel Novoa Sanhueza (Santiago, 1809-ibídem, 1866) fue un político chileno.

## Vida
Fue hijo de Félix Antonio Vásquez de Novoa y López de Artigas y de Mariana Sanhueza y Vergara. Recibió el título de abogado el 27 de agosto de 1838. 
Se casó con Carmen Gormaz Gutiérrez de Espejo, con quien tuvo descendencia, entre ellos el general Manuel Segundo Novoa Gormaz y el coronel Alberto Novoa Gormaz; fue bisabuelo del jurista Eduardo Novoa Monreal.
Desempeñó la cátedra de Economía Política en la Universidad de Chile, como antecesor del economista francés Gustave Courcelle Seneuill.
Fue oficial mayor o subsecretario del Ministerio del Interior (1839), intendente de la provincia de Aconcagua (1841) y juez del crimen de Santiago (1843). Ejerció además su profesión independientemente en Santiago. 
Fue elegido diputado por Valdivia en 1849, representando al Partido Conservador.